# Valignani
La famiglia Valignani (o Valignano) è stata una famiglia nobile italiana di origine normanna, che per secoli visse a Chieti, in Abruzzo, determinandone i fasti e lo sviluppo socioeconomico dal XV al XVIII secolo.

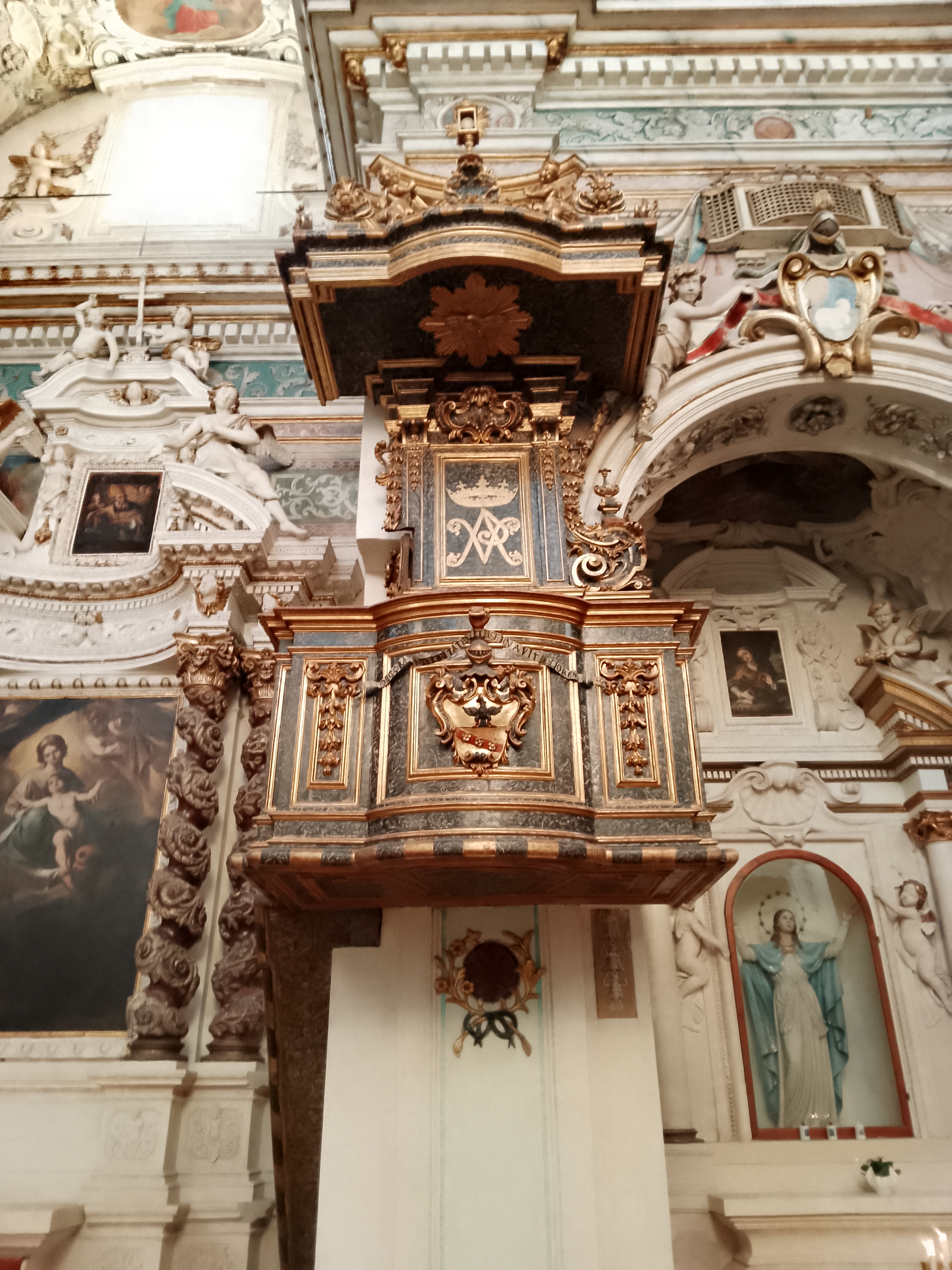
Chieti, pulpito della chiesa di Santa Chiara, con scolpito lo stemma della famiglia Valignani

L'antica famiglia proviene da Napoli e precisamente dal castello di Valignano, distrutto da Carlo I d'Angiò. Godette di vari privilegi e fu ascritta ai Seggi di Porto e Portanova dei Sedili di Napoli; a Lucera e Chieti inoltre appartenne al primo custode civico.

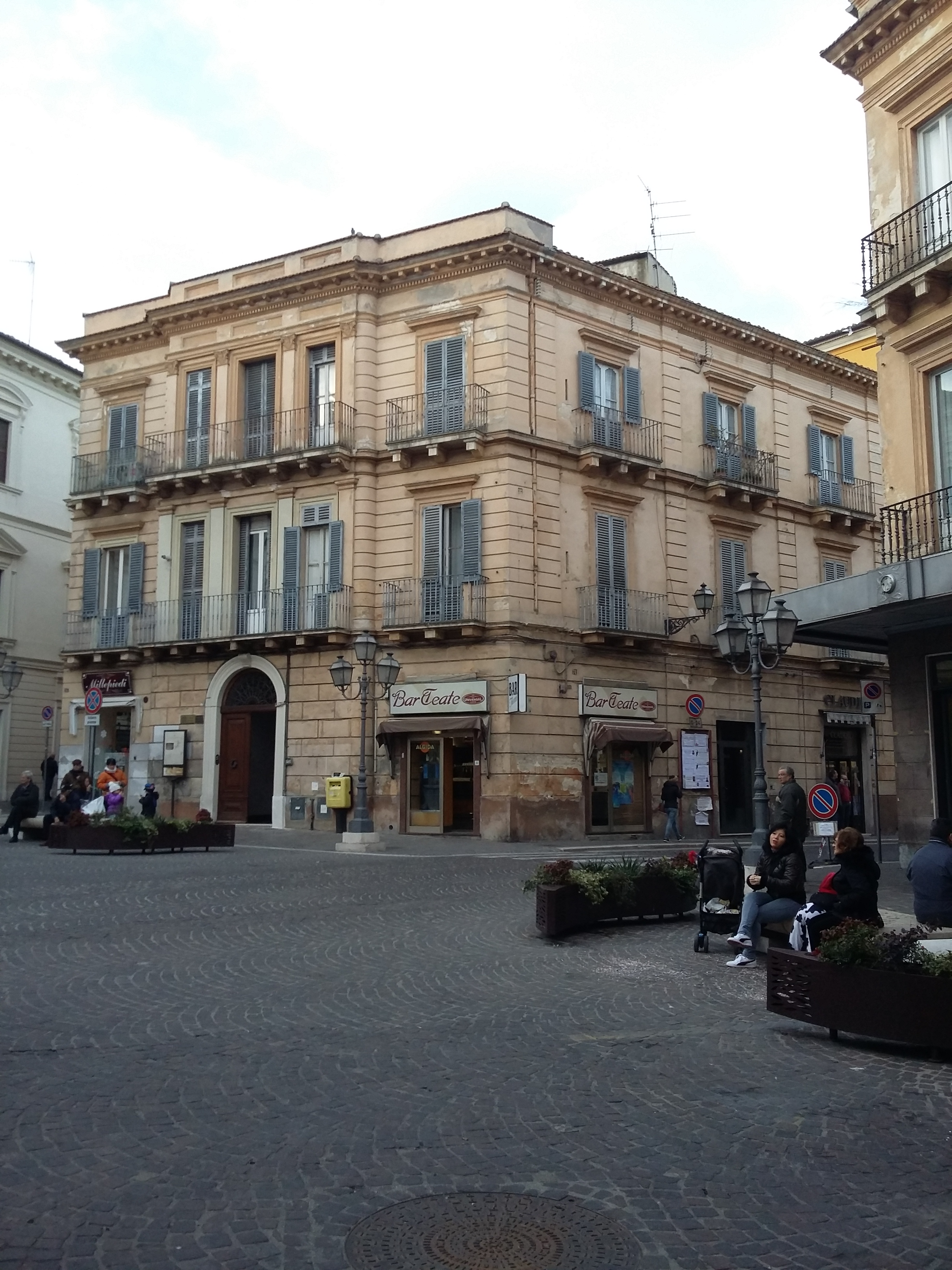
Piazza Gian Gabriele Valignani a Chieti, antico Largo del Pozzo

## Storia

### Origini
I primi signori Valignani di Chieti furono Eleuterio e Cesare, sotto il governo di Manfredi di Svevia e Carlo I d'Angiò. Per meriti militari, Cesare ottenne che Manfredi nominasse Chieti "città" del Regno, esentandola dal pagamento delle tasse. Nel periodo angioino, nella città giunsero alcune famiglie dal nord Italia, come gli Errici, oggi Henrici, e si ha la testimonianza del letterato Giovanni d'Errici, contemporaneo di Cesare Valignani. Nel Quattrocento si ha la menzione del primo arcivescovo della famiglia Valignani: Nicola Antonio, detto Colantonio, ambasciatore di Alfonso I d'Aragona, che nel 1438 entrò trionfalmente a Chieti per mezzo di Porta Reale (presso il teatro romano), dopo aver sconfitto Renato d'Angiò. Nel XIII secolo nel contado Teatino emerse la famiglia dei Ramignani. Uno dei suoi primi esponenti illustri fu ser Giacomo Ramignani, ambasciatore di Giovanna II di Napoli presso la Repubblica di Pisa. Altro personaggio illustre della famiglia Ramignani fu il letterato Marcello Ramignani, vissuto tra il XVI ed il XVII secolo, marito di Porzia Piccolomini.

### Il patriziato di Chieti tra Cinquecento e Settecento
Seguendo il modello degli antichi baroni franco-normanni degli Attoni, che furono sia politici che vescovi signori del gastaldato di Teate sino all'epoca sveva, i Valignani scelsero l'opzione di dare continuità alla loro presenza sul territorio marrucino con la politica familiare, basata su strategie nuziali e testamentarie comuni. L'opzione più praticata fu l'endogamia, proprio perché garantiva una minore dispersione dei beni. Frequenti matrimoni tra consanguinei erano tipici di quei casati strutturati come ampi clan, cioè formati da diversi nuclei familiari che mantenevano ciascuno la propria individualità rispetto al resto del parentado; ma poi intrattenevano tra di loro relazioni strette da apparire come una sola famiglia.

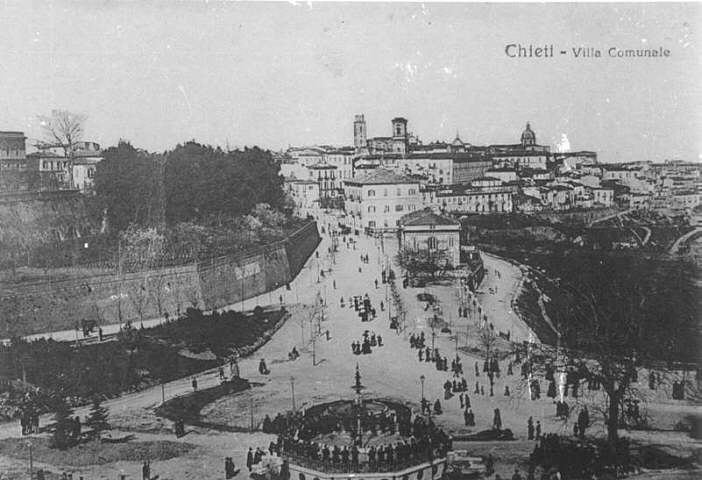
Chieti, foto storica scattata dalla villa comunale

Tuttavia i Valignani dal XV secolo in poi dovettero competere con le grandi famiglie degli Orsini, i Colonna, i Farnese, i Cantelmo e i Caracciolo, e intuirono giustamente di far di Chieti una sorta di metropoli d'Abruzzo, sede di un saldo potere, tessendo rapporti di compromesso con i rapporti di sottomissione al Regno, in maniera da conservare grande prestigio economico e politico sia sulla macroregione abruzzese che nei confronti dello stesso monarca di Napoli. Chieti era "città regia" già dall'epoca di Federico II, ossia insignita di particolari privilegi che la rendevano superiore, insieme ad altre realtà come Sulmona, L'Aquila e Lanciano, ad altri comuni feudi, come la demanialità. Chieti era retta da un organo collegiale elettivo, il Parlamento, formato da 100 uomini scelti per cooptazione dagli altri deputati provenienti dai 6 rioni della città. L'assemblea civica era composta dai Cinquecento membri dell'alta borghesia e dai feudatari di ceto medio, Valignani compresi, prima dell'ascesa al potere.
Oltre ai Valignani, nobili famiglie teatine erano i Camara, i Di Venere, gli Henrici, e i Ramignani, che componevano l'ossatura delle classi protagoniste della serrata elitaria cittadina. La politica del Quattrocento si fondava sull'equazione terra-esercizio del potere, retaggio dell'antica ideologia baronale feudale, che permetteva a una manciata di case patrizie di governare interi acri e appezzamenti dell'ex Comitato Teatino, da Spoltore a Popoli, da Lanciano a Vasto. I Valignani erano quelli che avevano maggiori feudi, divisi tra piccole baronie e marchesati, che insieme costituivano quasi il 70% della provincia di Chieti, escluse le terre di Lanciano e Vasto. Per questo i Valignani acquisirono anche nel Parlamento notevole pregio, i loro deputati erano i primi ad essere menzionati nelle relazioni consiliari tra i presenti alla seduta, e al momento di discutere i punti dell'ordine del giorno, esprimevano la loro opinione e votavano prima di tutti gli altri colleghi patrizi, condizionando le delibere finali.
La strategia familiare di arrivare al potere fu la scelta di non farsi promotori dell'eliminazione degli organi elettivi, a vantaggio degli esecutivi, come accadde in altro "università" meridionali. Fu intuizione politica lungimirante, poiché proprio sulla capacità di orientale le preferenze di chi doveva nominare i funzionari della città, i Valignani basarono la loro autorità per lungo tempo. Secondo gli Statuti Teatini, le magistrature civiche erano elettive e la scelta tra i candidati presentati da ogni rione spettava proprio al Parlamento, appositamente convocato. L'autorità esercitata dalla famiglia su tutte le funzioni dell'organo, garantiva la possibilità di controllare le assegnazioni degli incarichi, favorendo innanzitutto i propri esponenti e poi i sostenitori politici. L'incarico di maggior importanza era quella del camerlengo, il supremo funzionario della città e interlocutore privilegiato da un lato del Preside della Regia Udienza, dall'altro dell'Arcivescovo.

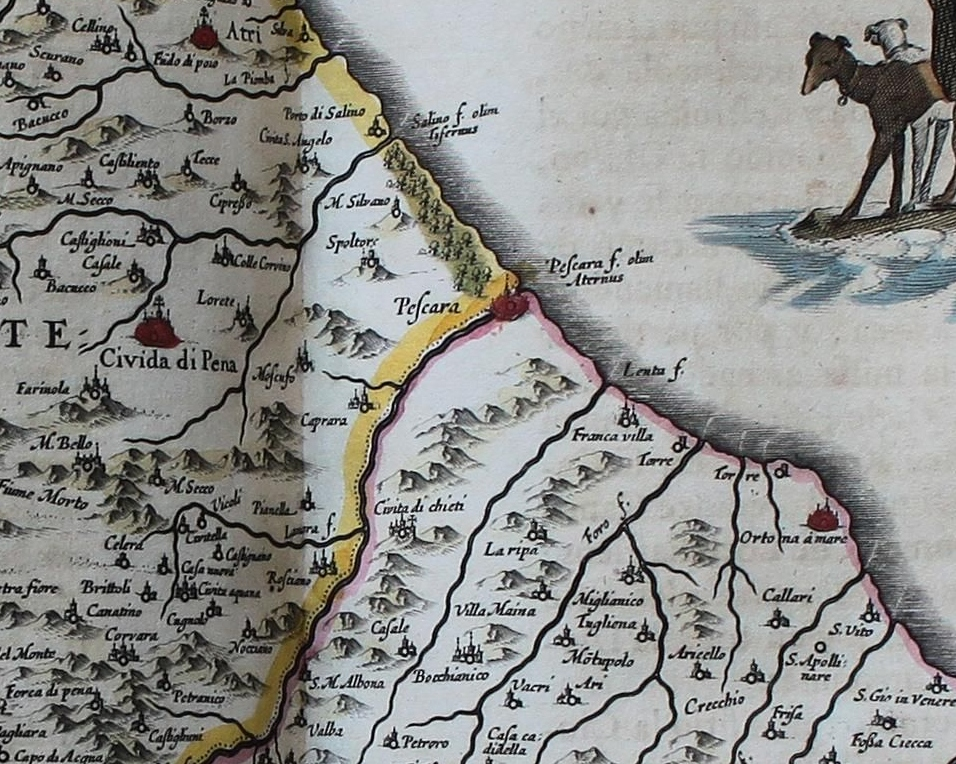
Carta dell'Abruzzo Citeriore e Ulteriore, diviso dalla Pescara

Il dominio dei Valignani sul Parlamento iniziò nella metà del Cinquecento, quando riuscirono a monopolizzare l'ufficio di camerlengo e a mantenere il controllo sui feudi e sulla politica sino al XVII secolo. Pochi furono i casati locali che riuscono a competere con lo strapotere dei Valignani, ossia i Ravizza, e gli Henrici, Ramignani, De Honofris, i Venere, i Tauldino. I Valignani, anche nei periodi che non erano al potere, riuscivano ugualmente a condizionare le delibere del parlamento e della suprema magistratura. Nel XVI secolo la situazione delle fazioni a Chieti era diversa dagli ordinari scontri nelle altre città del Regno: i Valignani erano una fazione unica a stato corporativo, poiché all'opposizione non c'era uno schieramento altrettanto multiforme ma ben compatto, ed era esso stesso diviso tra tanti oppositori: i Ramignani, gli Henrici, i Petrucci.

### Gli oppositori dei Valignani
I Tauldino erano originari di Brescia, giunti a Chieti nel XVI secolo, e acquistarono feudi nella zona, si legarono ai Valignani per ottenere seggi in parlamento. Dei Salaia, essi erano originari di Valencia con Martino Salaia che divenne Regio Uditore nell'Abruzzo Citeriore. Gli Henrici o Errici non erano teatini, ma si stanziarono definitivamente nel XVI secolo in Abruzzo Citeriore, i Petrucci erano di Chieti, originari di Siena, stabilitisi definitivamente in città nel XVII secolo, i Ramignani erano di origini romane.
I Tauldino, Salaia, Ramignani, Henrici e Petrucci divennero camerari, ma anche grassieri, granieri e procuratori di diversi istituti cittadini, capitani, credenzieri, sindacati, per via della sottaciuta rete di favoritismi a sostegno politico reciproco, con a capo naturalmente i Valignani. Ciò non vuol dire che nel parlamento non ci fossero sentimenti di dissensi e opposizione, senza sfociare però in complete rotture di partito. I momenti di alta tensione si ebbero quando si trattava di eleggere membri estranei alle casate patrizie storiche, come il caso dei Camarra e degli Honofris. Nel 1586 la polemica fu palese quando Fabrio Turri lamentò l'impossibilità di procedere con i lavori d'assemblea per insufficienza dei numeri dei membri, ossia la tecnica di ostruzionismo  e assenteismo cara ai Valignani.

### La tattica del potere
Per mantenere il primato oligarchico, e per ottenere la legittimazione di lunga durata da parte della comunità, era necessario che il lignaggio intero manifestasse continuamente i tratti d'identità familiare e civica forte, capace di dipanare le maglie del proprio potere tra i diversi aspetti della vita collettiva a Chieti. Nel corso del XVI-XVII secolo molti furono i palazzi costruiti dai Valignani e dalle altre famiglie nei diversi rioni: nello spazio della Strada Grande, oggi Corso Marrucino, che divideva i singoli rioni, il privilegio della famiglia si misurava nella possibilità di cedere da privati cittadini, alcune delle loro residenze alle autorità municipali. La casa fatta costruire all'inizio del Cinquecento sulla piazza principale, accanto alla Cattedrale di San Giustino, era affittata come abitazione per il Preside della Regia Udienza Provinciale. L'immobile che si affacciava su Largo del Pozzo era invece la sede parlamentare fino al 1630, quando i Valignani lo ricomprarono dall'Università. Purtroppo questo palazzo è semicrollato nel 1913 circa per un cedimento del terreno, e vi è stata costruita sopra la sede della Banca d'Italia, mentre il palazzo su Piazza San Giustino è stato ampiamente ristrutturato, oggi noto come Palazzo d'Achille, sede municipale di Chieti.

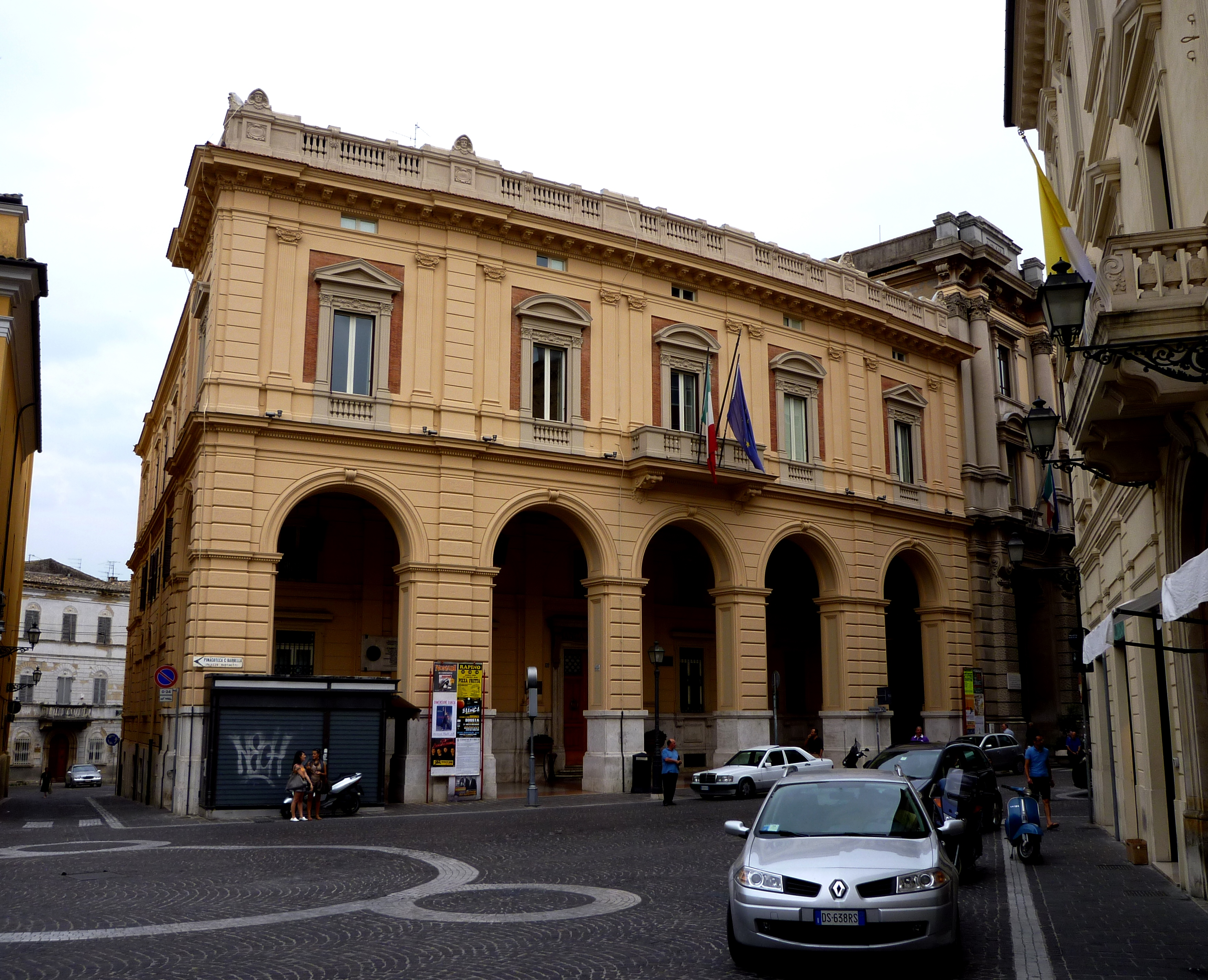
Palazzo della Banca d'Italia a Chieti, che oggi sorge sopra il Parlamento del Palazzo Valignani

### Attività clientelare
Nessun altro lignaggio poteva vantare di aver messo a disposizione della collettività i propri palazzi: era un privilegio saldamente controllato da chi era al vertice della gerarchia, altra prerogativa fondamentale dei Valignani era che essi prestavano denaro al municipio, diventando creditori della città, e dunque esercitando il potere economico per eccellenza. Nel 1625 il camerlengo Pietro Valignani si impegnò di prima persona a pagare alcuni debiti del municipio, alcuni mesi dopo quando il suo mandato scadde, il fratello Giovanni Andrea impose all'assemblea di saldargli il dovuto con la cessione del ricavato alla gabella della carne. Nel 1585 Giovanni Andrea aveva svolto l'incarico di mediatore nell'accordo tra l'Università Teatina e Ferrante da Palma per un prestito di 7 000 ducati. Nel 1574 il fratello Ascanio Valignano aveva offerto una casa di sua proprietà per saldare un debito che Chieti aveva con la corte papale. L'affitto e la gestione delle gabelle civiche fu un altro mezzo dei Valignani per esercitare il controllo totale, particolar e fu il caso di Giovan Battista e il fratello Valerio Valignani per l'affitto nel 1643 per 1 300 ducati.
Con il mezzo degli statuti comunali, si potevano modificare periodicamente i metodi di gestione delle gabelle, e coloro che sceglievano il modo di tassazione erano gli stessi patrizi del Parlamento, che poi diventavano automaticamente gabellieri, e ciò si svolse non senza contrasti interni, che spesso mettevano in debito la municipalità di Chieti. I Valignani non vennero direttamente coinvolti in questi debiti, e anzi gestivano una parte delle finanze pubbliche attraverso la compravendita dei territori feudali appartenenti alle Università che al momento necessitavano di liquidità.
Nel 1636 Giovan Battista Valignani s'offrì di acquistare Villa Reale (ossia la contrada Villa Obletter di Chieti) e Socceto (Sambuceto), impegnandosi a versare il denaro pattuito in contanti direttamente alla Regia Cassa, per saldare una parte delle tasse municipali. Nello stesso anno Carlo Valignano prese in affitto le entrate dei feudi di Filetto, San Martino sulla Marrucina e Vacri.
Come si è visto con Colantonio Valignani, questa famiglia seppe allacciare rapporti con la diocesi di Chieti, tra le più potenti dell'Abruzzo. I membri della famiglia al Parlamento, per elezione del consiglio, furono economi e procuratori della Cattedra e di altre chiese della città, e dell'ospedale dell'Annunziata, mentre altri furono scelti presso la corte papale, soprattutto in occasione della creazione del pontefice Papa Paolo IV (1555), per cui fu inviato Giovanni Andrea Valignani. Il fratello Ascanio Valignani si recò a Roma nel 1577 per sollecitare il pontefice Gregorio XIII a inviare somme per restaurare la Cattedrale.

Il gesuita Padre Alessandro Valignano, fratello di Giovanni Andrea e Ascanio, e Visitatore generale delle Indie Orientali, contribuì definitivamente a far entrare la famiglia Teatina tra le grazie papali, e tra il prestigio dei patrizi Romani.
Nella seduta parlamentare del 9 luglio 1628, nonostante Padre Alessandro fosse ormai morto da ventidue anni, il fratello Giovanni Andrea Valignani, segnalò ai suoi colleghi addirittura la presenza di nuovi santi compatroni di Chieti, come Sant'Ignazio, e San Francesco Saverio, e ciò si evince anche dal fatto che a Chieti fu istituito il Collegio dei Gesuiti con chiesa annessa, oggi visibili nella struttura del teatro Marrucino (ex chiesa), e nel Palazzo Martinetti Bianchi (ex collegio). Nessun parlamentare si oppose, e a Chieti venne fondata la Compagnia del Gesù, come desiderato e caldeggiato molti anni prima da Padre Alessandro.
In virtù di questi poteri acquisti anche nel territorio religioso, i Valignani presero a decidere i parroci dei loro feudi di Turri, una delle loro baronie più occidentali, al confine con Alanno e Casauria; ciò significa che i Valignani imponevano alla corte arcivescovile, senza obiezioni, le conseguenze del proprio consuetudinario parlamentare nelle terre di loro proprietà.

### Il potere alle soglie del Seicento
Durante gli anni Novanta del XVI secolo furono camerlenghi Orazio Henrici, Ottavio Tauldino, Giulio Cesare Salaia, Francesco Petrucci, membri legati per familiarità e interessi ai Valignani. Mancano riferimenti al potere sulla magistratura, forse una ritirata strategica per proteggersi dagli attacchi degli oppositori. Nei primi decenni del Seicento, il processo di chiusura aristocratica dell'élite dirigente raggiunse il culmine: la competizione politica si fece serrata, soprattutto per il camerlengo, e gli oppositori Tauldino, de Letto, Camarra, Vastavigna, Lupi e Orsini si fecero più evidenti. Il sistema d'imparentato e controllo dei Valignani e rivali di Chieti s'incrinò non appena nuove famiglie giunsero in città, e sfruttarono questa tecnica per elevarsi a livelli più vantaggiosi nel rango politico. Dunque i Valignani subirono una battuta d'arresto per i primi sintomi d'inefficacia del loro sistema clientelare, ma continuarono a conservare comunque il prestigio per tutto il secolo. Nel 1646 il Patriziato dovette rispondere all'infeudamento della città per debiti: il 12 ottobre il camerlengo Carlo Valignani informò che la Corte di Napoli aveva lanciato 2 giorni prima la gara di vendita. Ciò perché Napoli a causa di debiti di Filippo IV d'Asburgo con il re Ladislao IV di Polonia. Tale minaccia provocò una reazione feroce dei parlamentari: Giovan Berardino Valignani, il fratello Alfonso mise a disposizione della città il suo patrimonio immobiliare per eventuali questioni di liquidità, Giovanni Andrea organizzò un drappello di ambasciatori pronti a partire per Napoli.

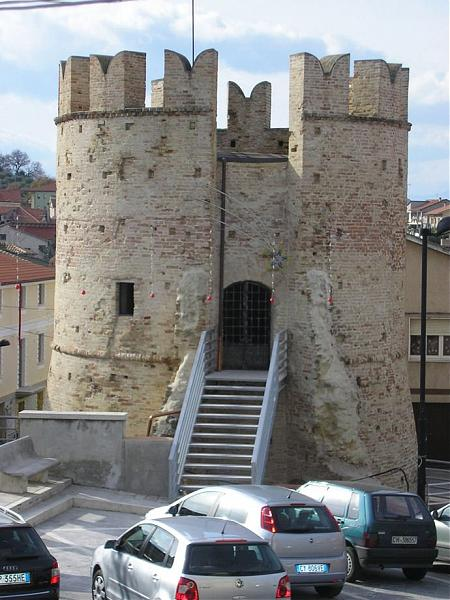
Torre cilindrica di Ripa Teatina

### Questione dell'infeudamento di Chieti
Nel frattempo don Ferdinando (o Ferrante) Caracciolo, duca di Castel di Sangro (1605-1647), intuendo il ghiotto boccone della città, si mostrò interessato all'acquisto, ma le sue pretese trovarono il fiero e totale rifiuto della politica di Chieti, poiché i Valignani erano riusciti stavolta, oltre a mobilitare la politica tutta contro l'infeudamento, anche la cittadinanza, risultato finale del secolare processo di unione della famiglia con l'identità stessa della città di Chieti. Il 6 aprile 1643 il camerlengo Francesco Valignani Petrucci venne a sapere che Napoli aveva fatto arrestare il barone Giovanni Battista Valignani e rinchiuso nella fortezza di Pescara, e la Corona minacciava di incarcerare altri membri del patriziato se non fossero stati pagati i debiti nello stesso giorno dell'arrivo del dispaccio. Il pagamento per la liberazione del nobile fu effettuato immediatamente: 1 000 ducati prelevati dalla gabella della farina assegnata proprio a Giovanni Battista e Valerio Valignani. Il 3 luglio il bando per la vendita di Chieti fu rinnovato e venne mandata un'ambasceria a Napoli per la ritrattazione del bando stesso: vennero inviati il barone Alfonso Valignani e il dottor Lucio Camarra, giureconsulto della città. Venne scelto proprio Alfonso in quanto suocero di Landolfo d'Aquino, in passato Regio Uditore di Chieti, e diventato importante avvocato di Napoli, e così facendo, i Valignani agirono bene, recuperando il 10 febbraio 1644 i feudi di Rosciano, Cugnoli, Vacri, Filetto e San Martino, minacciati di vendita immediata.
Di conseguenza di ipotizzò di concedere Pescara a Isabella d'Avalos del Vasto. Nel 1645 giunse da Napoli nuovamente il dispaccio di vendita all'asta della città: il camerlengo Francesco Maria Valignani con i magistrati Orazio Lanuti e Antonio Ciamponi, si oppose duramente a Ferdinando Caracciolo che si era recato a Napoli per fare la sua offerta. Il Valignani organizzò una rione nella gabella della farina di possesso di Giovanni Battista Valignani, e propose di ricomprare Pescara in base al patto di retro-vendita, e poi i quattro castelli di Rosciano, Vacri, Filetto e San Martino per alienarli a miglior offerente. Il tentativo era di ottenere una cospicua somma dalla casa d'Avalos per controbattere l'offerta del duca Caracciolo, in modo che i Valignani ricomprassero da sé la città di Chieti. Il 25 agosto Francesco Maria informava i parlamentari di aver scritto a Napoli per aver accolto la somma di 8 000 ducati, mentre emanava una nuova tassa alla cittadinanza, almeno verso i più facoltosi, per rimediare alle spese. I membri del Parlamento Giovan Battista, Giovanfelice e Valerio si dimostrarono subito disposti a pagare, anche se il quorum non fu raggiunto. Così con nuova seduta del 24 settembre, le richieste di Francesco Maria furono ascoltate e approvate: come ambasceria furono inviati il camerario stesso dei Valignani, Niccolò Valignani, Orazio Lanuti e Giovan Berardino Honofri. Tuttavia il 3 novembre era quasi stato redatto lo strumento per la compravendita di Chieti, dato che l'offerta di Ferdinando Caracciolo era risultata più appetibile: il parlamento di Chieti si appellò al re Ladislao IV Vasa, chiedendo di rivendicarla come suo possesso, e come ambasciatori furono inviati Francesco Valignani, Giovan Vincenzo Orsini per ottenere la mediazione del Principe di Gallicano Pompeo Colonna.

### Dall'infeudamento alla città libera
Ciò non servì a nulla poiché in dicembre arrivò la notizia della compravendita avvenuta della città da parte del duca di Castel di Sangro: i Valignani non vennero spodestati completamente, ma il camerlengo fu nominato Governatore baronale ad intermim. Francesco Valignani si oppose rimandando più volte la convocazione del Parlamento per eleggere i nuovi membri del governo, con saluto e omaggio finale al nuovo padrone. L'ostracismo palese continuò fino a primavera, e i Valignani Niccolò, Giulio e Scipione cercarono di instaurare un clima di semi-dittatura, facendosi rinominare a rotazione camerlengo della città per poi rigettarli. Nell'aprile 1647 don Ferdinando Caracciolo entrò a Chieti, trascorrendovi alcuni giorni, e convocò i membri illustri del patriziato per rassicurarli riguardo al futuro politico di Chieti. Si trattava di una mossa ipocrita e studiata del duca, poiché nei momenti della resa pratica delle promesse annunciate, egli lamentava difficoltà varie. In questo contesto si ricorda anche l'attacco alla casa dell'avvocato Niccolò Toppi di Chieti, poiché egli aveva firmato l'atto di vendita, e ne rimase così scosso che si recò in fuga a Napoli, fino alla fine della sua vita. Così il camerlengo Valerio Valignani Petrucci elesse gli ambasciatori Giovanni Andrea Valignani e Lucio Camarra (il giureconsulto e famoso storico teatino) per andare a Napoli per patrocinare ancora la causa della città. La discussione del progetto di ritorno al regio demanio fu tenuta l'11 giugno nella Piazza Grande di Chieti con grande partecipazione popolare. Per il Consiglio Collaterale vennero eletti Giulio Valignani, Cristoforo Tauldino e Camillo Ramignani, che inviarono la controproposta a Napoli. Il 27 ottobre la proposta per 20 000 ducati fu accolta, e la città fu reintegrata nel demanio regio.

### Dal Settecento alla fine

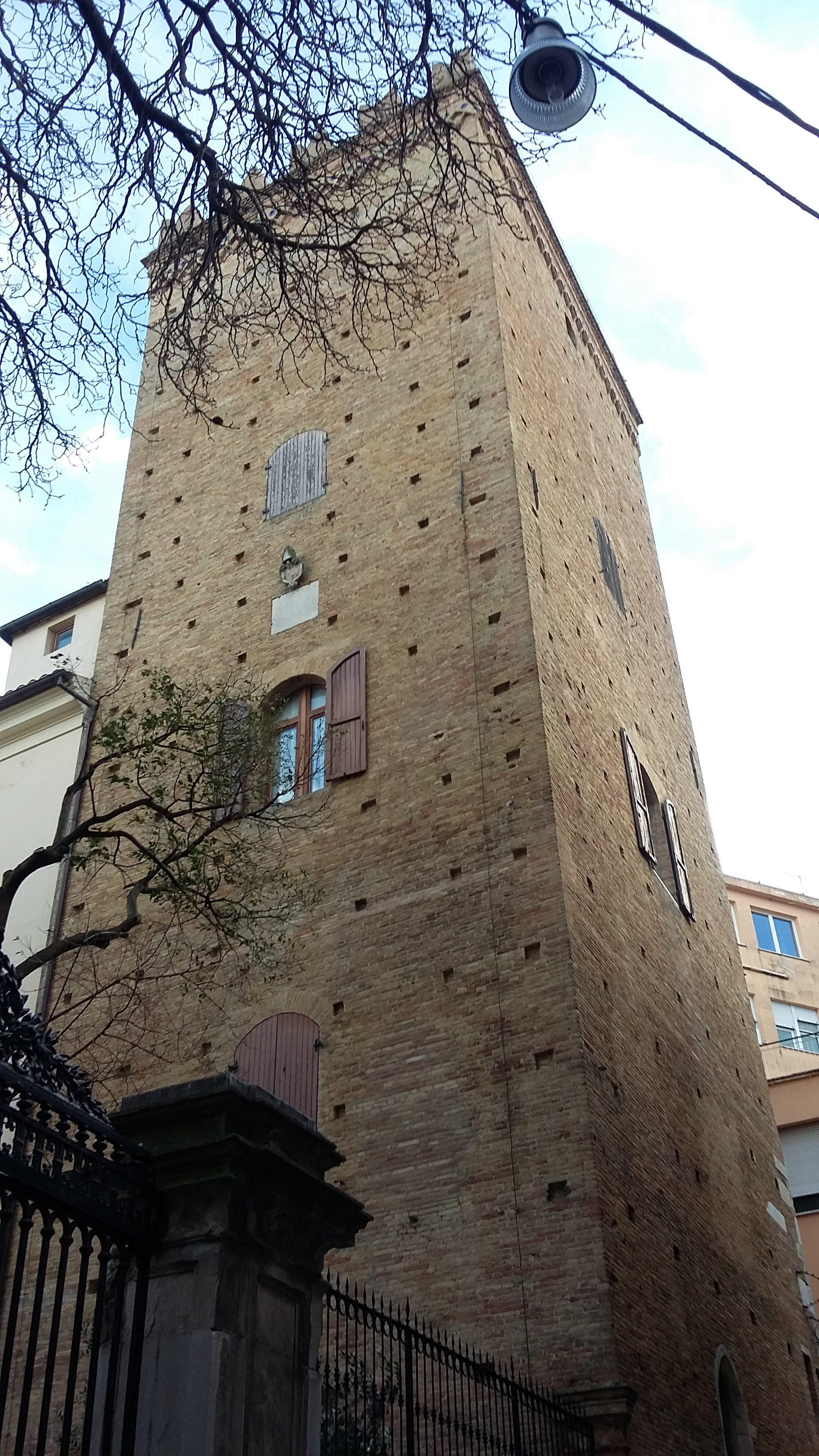
Torre vescovile di Colantonio Valignani, Chieti

I Valignani festeggiarono immediatamente l'entrata al potere della città facendosi nominare "duchi" di Alanno e Casanova, "marchesi" di Cepagatti", e "baroni" di Vacri. Si trattava di un'abile mossa politica per acquisire più prestigio, anche se la sede formale del potere era a Chieti, mentre negli altri feudi esistevano case patrizie dove trascorrere l'inverno e l'estate, come a Torrevecchia Teatina e Cepagatti, dove Federico Valignani fece restaurare ampiamente gli antichi castelli, trasformandoli in residenze gentilizie. Come già detto, dopo Federico, donna Olimpia Valignani sua figlia si sposò con Ignazio Leognani-Ferramosca duca di Alanno. Da questo matrimonio nacque Anna Maria Leognani Ferramosca, la quale ottenne nel 1782 il titolo di duchessa di Alanno. Si trattava però soltanto di titoli nobiliari che non avevano niente più a che vedere con l'antico potere, se non un mero tentativo di esercitare ancora il diritto sui latifondi circostanti. Le leggi francesi del 1799 e del 1806 con l'abolizione del feudalesimo avevano già pesantemente fiaccato la famiglia dei Valignani. Soprattutto la militarizzazione della città nel 1799 fece sì che con il generale Giuseppe Salvatore Pianell l'antico e unitario rapporto di relazioni politico-religiose si sfaldasse quasi del tutto: i conventi ad esempio, che fornivano grande prestigio economico, e le gabelle, vennero requisite e adattate a plessi scolastici o caserme, il vecchio parlamento fu sciolto, e venne eletto un nuovo d'estrazione borghese e soprattutto liberale.
Ma già dalla seconda metà del Settecento il rapporto di parentela tra Valignani-Ramignani-Henrici era venuto meno, soprattutto quando nei feudi di Chieti subentrarono i Nolli, che acquisirono potere. Tra i personaggi di spicco della famiglia vissuti tra il XIX ed il XX secolo è possibile ricordare Giangabriele Valignani (1868-1918), avvocato e deputato socialista, benefattore delle classi indigenti di Chieti ed il figlio di questi, Arnaldo, uno dei fondatori dell'ospedale Santissima Annunziata e responsabile dell'istituto Santa Maria Maddalena di Chieti nonché sindaco di Miglianico dal 1946 al 1970. Arnaldo fu l'ultimo discendente maschio dei Valignani. Nel 2014 è deceduta Rosa Valignani D'Amelio a Torino, l'ultima esponente della storica famiglia di Chieti. Figlia del barone Arnaldo, aveva sposato il medico Giovanni D'Amelio; la coppia aveva avuto due figli, Giangabriele ed Emanuela.

## Stemma
Nel Bollettino di Torrevecchia Teatina nell'Enciclopedia Araldica Italiana, lo stemma dei Valignani è così descritto:
(Bollettino di Torrevecchia)

## Membri principali
(Federico Valignani: Sonetto 76 di Chieti, centuria di sonetti istorici di Federico Valignani, 1729)
Non si hanno notizie precise sui primi membri della famiglia, ma si sa che un certo cavalier Valignano fondò il piccolo castello nei pressi di Chieti nell'XI secolo circa. Il castello successivamente entrò in conflitto con Carlo d'Angiò, e fu distrutto. Tra i membri illustri dalle origini in poi si ricordano:
- Eleuterio Valignano (XIII secolo): Cavaliere del Seggio di Porto a Napoli, che partecipò insieme ad Alberto Piscicelli, Cataldo e Jacopo Protontino di Taranto, Stefano Brancaccio, Atenato Poderico, Matteo della Porta, Riccardo della Leonessa, Guglielmo d'Evoli, Pietro Abenavolo, Simone de Sangro, Sarro Artigiano, Odoardo Maramondo, Lorenzo Torta, Rienzo Falcone e altri alla giostra di Barletta voluta da Manfredi di Svevia in onore di Baldovino II di Costantinopoli, re di Gerusalemme, morto nel 1273. Il cavalier Eleuterio ebbe la meglio su altri sfidanti, ed ebbe in dono da Manfredi una collana d'oro, che gli pose sull'elmo;
- Filippo Valignano (XV secolo): Valoroso capitano sotto Roberto d'Angiò, nominato Luogotenente della Calabria e poi Maestro di Campo, nel 1412 ebbe Manoppello e Roccamorice da Napoleone Orsini;
- Colantonio Valignani: Legato del re di Napoli Alfonso d'Aragona presso la Repubblica di Venezia per due anni, fu vescovo di Chieti dal 15 marzo 1445 alla morte. Nel 1470 ampliò il palazzo vescovile di Chieti facendo erigere l'adiacente torre merlata, ancora oggi esistente. Morì nel 1488;

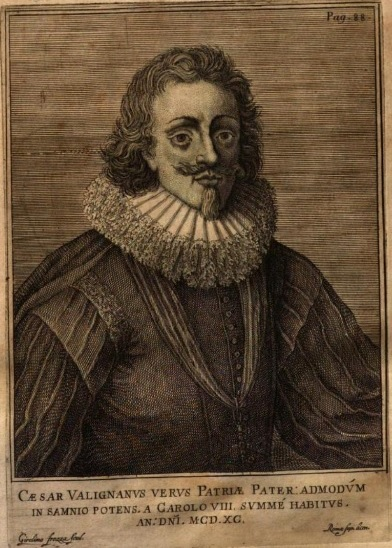
Cesare Valignani duca di Abbateggio

- Cesare Valignano: Per i servizi a Carlo VIII di Francia durante la presenza francese negli Abruzzi nel tardo Quattrocento, ebbe i feudi di Abbateggio, Campo di Giove, Cansano, Cusano d'Abbateggio, Pacentro e San Valentino;

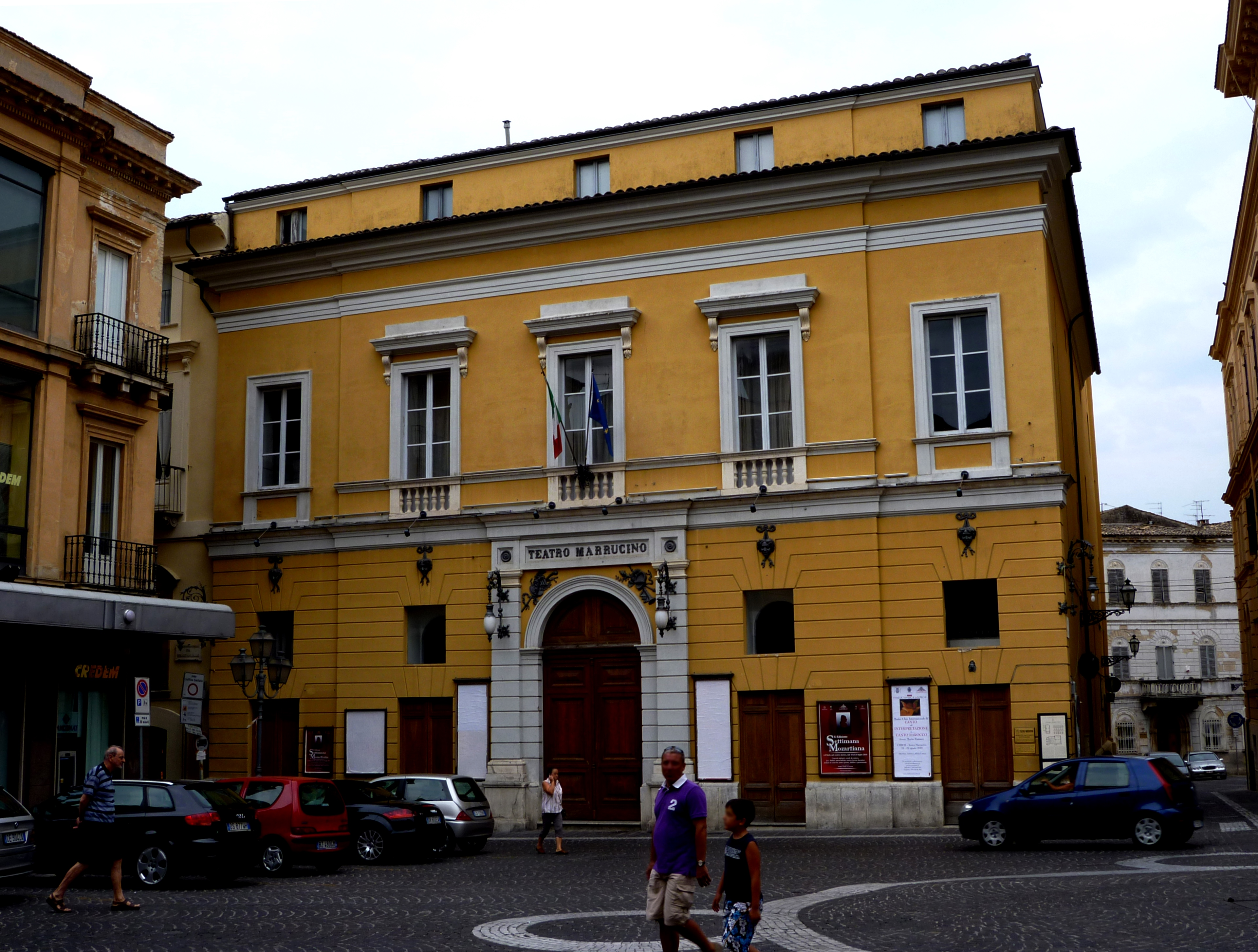
Teatro Marrucino di Chieti, sorto inglobando la chiesa e convento dei Gesuiti di Sant'Ignazio

- Alfonso Valignani: Fu consigliere di guerra di Ferrante I d'Aragona, mentre il suo successore Giulio Valignani fu Cavallerizzo Maggiore della regina Giovanna d'Aragona la "Pazza", e vide confermati i feudi di Castello Valignano, Cepagatti, Miglianico, Turri (oggi Turrivalignani), Lettopalena e Forca Palena. Egli sposò Porfida Comneno, figlia di Musachi Comneno detto Dangelino (nipote di Giovanni Castriota) e Maria Musachi (figlia di Giovanni II Musachi e Chiranna), la quale trovò accoglienza a Napoli dopo essere fuggita dall'Albania occupata dagli Ottomani;
- Giovanni Antonio Valignani: Cavaliere dorato e conte palatino, al comando dei suoi 500 cavalieri seguì Carlo V in Aquisgrana per l'incoronazione, ebbe concessione di inserire nell'arma l'Aquila imperiale, e di usare il motto della casata Valignani, ebbe confermati tutti i feudi dell'Abruzzo Citra raccolti dai suoi predecessori;
- Giovanni Battista Valignani: Barone di Roccamorice e Cepagatti, valente condottiero, seguì il viceré Pietro Alvarez de Toledo, duca d'Alba, per una spedizione composta da 8 000 soldati, comandati da Pompeo Colonna, e 4 000 hidalgos alla conquista di Roma nel 1527, con lo scopo di punire papa Paolo IV per aver istigato i francesi a tentare la conquista del Meridione d'Italia. Continuò, come il resto dei predecessori, ad avere il controllo della fortezza di Pescara, e proprio con il viceré Pietro Alvarez iniziarono lavori di costruzione ex novo del forte trapezoidale, oggi smantellato;
- Padre Alessandro Valignano: Missionario gesuita, Visitatore plenipotenziario vicario del Superiore Generale per le missioni in Asia, Superiore Provinciale di Goa e poi di Macao, evangelizzatore del Giappone, fondatore del Collegio di San Paolo a Macao, prima Università dell'estremo oriente, ove portò anche la stampa a caratteri mobili. Gestì il porto di Nagasaki trasformandolo da porto di sola pesca a porto commerciale con i proventi del quale sovvenzionò tutte le missioni in Asia. Inventò ed applicò per primo i criteri di evangelizzazione per mezzo dell' "inculturazione" e dell' "adattamento";
- Fabrizio Valignani: Fu feudatario nel 1594 delle terre di Fallascoso e Penna d'Omo, in Abruzzo Citeriore. Oltre il fiume Pescara invece entrò in possesso dei feudi venuti dagli Acquaviva di Atri: Ripattoni con Castelvecchio Basso, per la somma di 7 000 ducati. Nel 1632 Cepagatti fu confermata ai Valignani, che vi istituirono il marchesato, nel 1608 acquistò dal Barone De Sterlich di Scorrano i feudi attorno Cermignano;
- Alessandro Valignani: Da non confondere con l'omonimo gesuita missionario, fu marchese di Cepagatti, e ristrutturò profondamente il castello intorno agli anni 1630, da cui il nome Torre Alex per il possente torrione longobardo. Alessandro fu cavaliere di San Giacomo, ottenne nel 1649 il titolo di marchese, con l'aggiunta del feudo di Casanova (oggi Civitella Casanova), che passò poi a Giacomo Valignani e al figlio Federico Valignani;
- Federico Valignani (1669-1754): Famoso poeta e letterato, fondatore della Colonia Tegea a Chieti su modello dell'Arcadia romana, scrisse una storia di Chieti in Centuria di sonetti istorici. Era figlio di Giacomo Valignano e Porzia Capranica, ottenne il titolo di Marchese a Cepagatti, e fu Signore di Torrevecchia e Casanova, sposò Margherita Valignani del ramo della Baronia di Miglianico, restaurò nel 1730 Torre Alex in occasione del matrimonio della figlia Anna Ninfa con Cesare Monticelli Della Valle, duca di Ventigliano, come si evince dalla lastra commemorativa posta all'ingresso del castello di Cepagatti.

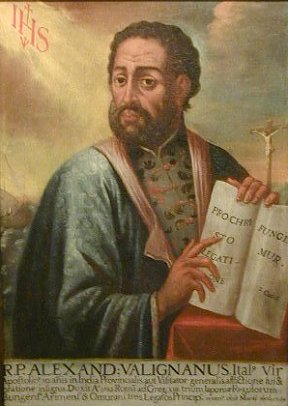
Il gesuita Padre Alessandro Valignano

Federico fu nominato da papa Innocenzo XIII Presidente della Regia Camera di Spada e Cappa del Regno. Dopo aver vissuto molti anni a Napoli, rientrò a Chieti dove nel 1720 fondò la Colonia, facendosi chiamare Nivalgo Aliarteo, e fondò una seconda residenza a Torrevecchia. Questo territorio fino al XVIII secolo era diviso in tre porzioni: Villa Torregentile in Abruzzo Citeriore, sotto la giurisdizione della diocesi di Chieti, e amministrata dai Valignani, poi Torregentile Lanuti di questa famiglia, e la terza Torregentile Toppi. Il priore don Giovan Battista Caracciolo nel XVII secolo vendette i feudi di Alanno, Andraone e Cugnoli a Marcantonio Leognani Ferramosca per 10 000 ducati. Diomede Leognani con diploma di Carlo VI d'Asburgo del 1711 ottenne il titolo di Duca di Alanno, gli successe il figlio don Ignazio Leognani nel 1731, al quale successe la figlia donna Anna Maria Leognani, avuta dal matrimonio con donna Olimpia Valignani di Chieti. Anna Maria fu riconosciuta duchessa di Alanno nel 1782, e si congiunse nel 1744 in matrimonio con Valerio Valignani; dal loro matrimonio nacque Giovanna Valignani, riconosciuta duchessa di Alanno nel 1801. Giovanna sposò nel 1795 Michele Bassi, barone di Carpineto Sinello. Giovanna nel 1834 chiese che il titolo di duca passasse al figlio Francesco per successione anticipata, e ciò fu concesso con diploma regio del 20 ottobre 1834. Il feudo di Vacri in Abruzzo Citeriore apparteneva nel 1650 ad Alfonso Caracciolo, che poi lo dette ai fratelli Torricelli per 9 000 ducati, e passò per 4 000 ducati successivamente ai Valignani, che nel 1698 vi istituirono il ducato. Giuseppe Valignani ottenne l'ultima intestazione nel 1783 nel Regio Cedolario d'Abruzzo Ultra.
- Giangabriele Valignani (1868-1918): barone, avvocato e deputato del Regno d'Italia nella XXIV Legislatura, benefattore degli indigenti teatini;
- Arnaldo Valignani figlio di Giangabriele, barone, fu uno dei fondatori dell'ospedale Santissima Annunziata di Chieti, responsabile dell'Istituto Santa Maddalena a Chieti e sindaco del comune di Miglianico, provincia di Chieti, da 1946 al 1970. È stato l'ultimo discendente maschio della famiglia.

## Feudi in Abruzzo

### Abruzzo Citeriore
Alanno, Bolognano, Casacanditella, Castiglione a Casauria, Cepagatti, Chieti, Corsara, Fara San Martino, Forca Palena, Forcabobolina, Francavilla al Mare, Miglianico, Pennadomo, Pescara, Ripa Teatina, Roccamorice, Rosciano, San Valentino in Abruzzo Citeriore, Semivicoli, Spoltore, Turri, Vacri, Villamagna e Villa Reale.

### Abruzzo Ulteriore
Campo di Giove, Cansano e Pacentro, questi feudi però già nel XVI secolo, con l'arrivo degli spagnoli, furono persi ed infeudati ad altre famiglie. Cartore e Sant'Anatolia, successivamente appartenuti di nuovo ai Colonna. Nella provincia dell'Abruzzo Ulteriore Secondo, nel territorio dei marchesi di Scorrano e Cermignano, i Valignani ebbero dagli Acquaviva di Atri i feudi di Castilenti, Cermignano, Collalto (oggi Castellalto), Montegualtieri, Montorio al Vomano, Ripattoni e Scorrano. Nel XVIII secolo però i possedimenti passarono ai De Sterlich-Aliprandi di Penne.

## Opere architettoniche

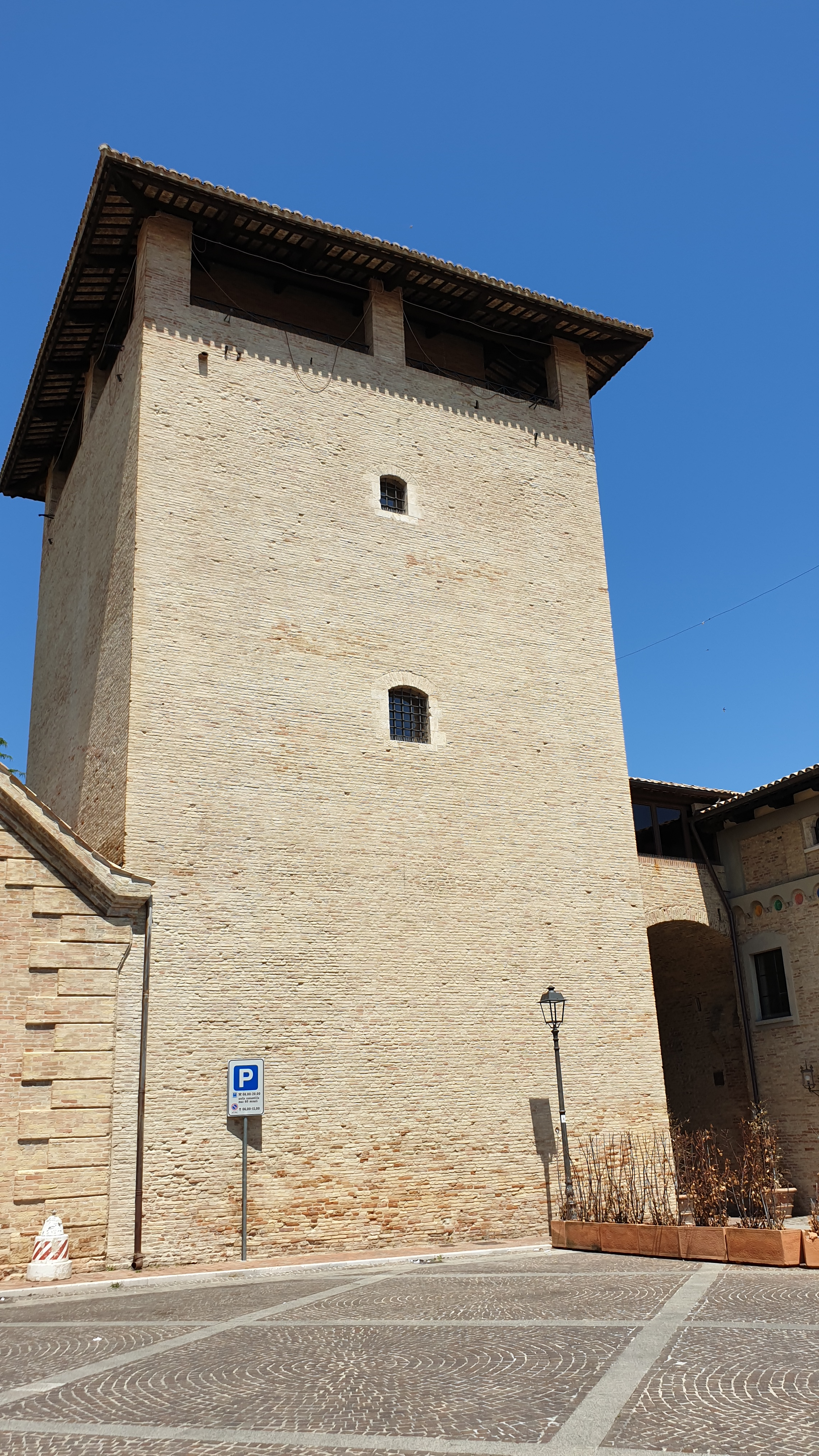
Cepagatti (Pe), Torre Alex del castello Marcantonio, rifatta da Alessandro Valignani

- Palazzo del Parlamento, poi Valignani (Largo del Pozzo): risaliva al XV secolo, rifatto nell'Ottocento. Il palazzo semicrollato nei primi anni del Novecento, fu demolito per la costruzione della Banca d'Italia;
- Palazzo Valignani Petrucci in Piazza San Giustino: oggi è sede del Palazzo d'Achille, luogo del Municipio;
- Palazzo ducale (Torrevecchia Teatina): ancora esistente, fatto costruire da Federico Valignani e sede di un museo;
- Casa palaziata di Torremontanara (Torrevecchia): si trova nella contrada, composta da una casa fortificata di campagna, con una torre colombaia centrale;
- Castello Masci (Miglianico): fino al XVII secolo, con la vendita del feudo, fu sede estiva dei Valignani;
- Castello Marcantonio-Della Valle (Cepagatti): fu dei Valignani dal XV secolo, Alessandro Valignani restaurò la "torre Alex" nel XVII secolo e nel 1731 ca. Federico Valignani lo restaurò completamente nello stile eclettico attuale;
- Chiesa di Santa Chiara (Chieti): finanziata nel XVI-XVII secolo dai Valignani, conserva il pulpito con lo stemma nobiliare;
- Chiesa di San Giovanni dei Cappuccini (Chieti): conserva le cappelle laterali con membri dei nobili Valignani;
- Cattedrale di San Giustino (Chieti): conserva la cripta con dei sepolcri dei nobili;
- Torre di Turri (Turrivalignani): esisteva sino agli anni '50 nei pressi della parrocchia di Santo Stefano, sede del potere, con pianta cilindrica e copertura a pagoda;
- Cascina Il Casone (Brecciarola di Chieti): casa palaziata a castello quadrangolare, con torrette angolari e torrione colombaia centrale, residenza estiva storica dei Valignani;
- Palazzo ducale di Casacanditella, accanto alla chiesa di San Gregorio;
- Palazzo Battaglini (Villamagna): appartenuto ai Valignani sino al XVIII secolo, quando passò alla famiglia Battaglini;

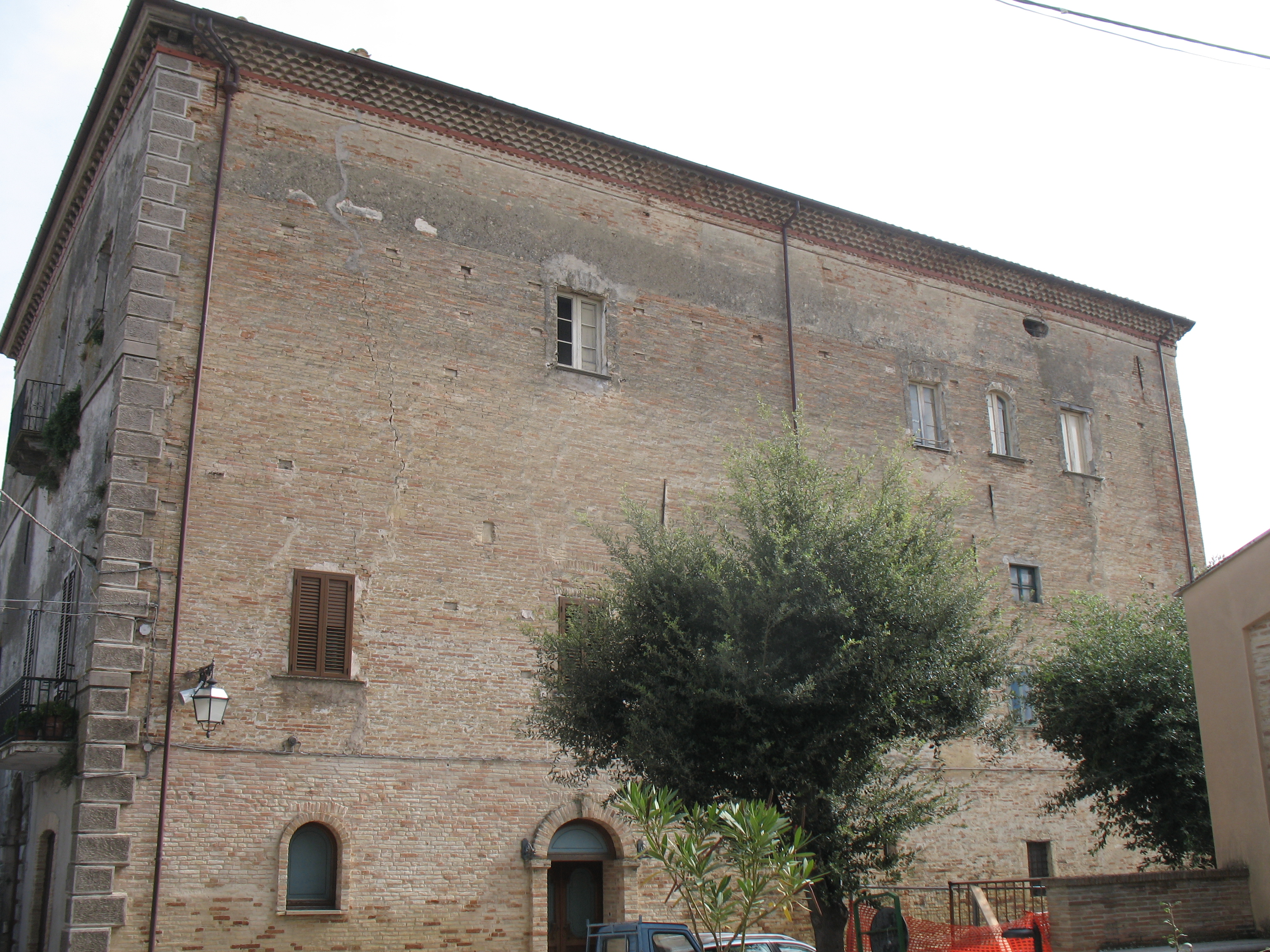
Palazzo Battaglini di Villamagna

- Torre di guardia di Ripa Teatina: appena fuori dal centro abitato in località Santo Stefano, appartenuta ai Valignani nel XIV-XVII secolo;
- Torre Valignani di via de Lollis (Chieti): torre-casa merlata del Cinquecento;
- Torre di Colantonio (Chieti): situata presso il Palazzo Arcivescovile, risale al 1470, fatta erigere dal vescovo Colantonio Valignani.